# 不二製油グループ本社
不二製油グループ本社株式会社（ふじせいゆグループほんしゃ、英: FUJI OIL HOLDINGS INC.）は、不二製油グループの持株会社である。2015年10月1日に不二製油株式会社から商号を変更した。新設の子会社である不二製油をはじめとする事業会社を傘下に持つ。

## 沿革
旧商号「不二製油株式会社」の沿革については、不二製油#沿革を参照
- 2015年10月1日 - 純粋持株会社体制に移行。（初代）不二製油株式会社が新設分割により、（2代目）不二製油株式会社に食品の製造販売に関する一切の事業を承継し不二製油グループ本社株式会社に商号変更[1]。
- 2025年4月1日（予定） - 事業持株会社体制に移行。（2代目）不二製油株式会社を吸収合併し、（3代目）不二製油株式会社に商号変更[2]。

## グループ会社

### 連結子会社

#### 国内
- 不二製油株式会社
- フジフレッシュフーズ株式会社
- 株式会社フジサニーフーズ
- 株式会社エフアンドエフ
- 株式会社阪南タンクターミナル
- 千葉ベグオイルタンクターミナル株式会社
- オーム乳業株式会社
- 不二つくばフーズ株式会社
- 不二神戸フーズ株式会社

#### 海外
- フジオイルヨーロッパ
- フジオイル（シンガポール）
- ウッドランド サニーフーズ
- フジオイル アジア
- パルマジュ エディブル オイル
- ニューレイテ エディブル オイル
- フレイアバディ インドタマ
- フジオイル（タイランド）
- 不二製油（張家港）有限公司
- 不二製油（張家港保税区）有限公司
- 吉林不二蛋白有限公司
- 山東龍藤不二食品有限公司
- 上海旭洋緑色食品有限公司
- 天津不二蛋白有限公司
- フジベジタブル オイル
- フジ スペシャルティズ

### 持分法適用関連会社
- K&FS PTE. LTD.
- 正義股フン有限公司
- ムシム マス－フジ
- インターナショナル オイルズ アンド ファッツ

### 主な非連結子会社
- 不二富吉（上海）企業管理有限公司
- 不二富吉（北京）科技有限公司
- フジ オイル サウスアメリカ

## テレビ番組
- 日経スペシャル カンブリア宮殿 ステイホームでヘルシーに！ ここまで美味しくなった"大豆ミート" 60年にわたる黒子企業の挑戦とは!?（2021年2月4日、テレビ東京）- 不二製油グループ本社社長 清水洋史出演[3]。